# (366487) Neilyoung
(366487) Neilyoung ist ein im inneren Hauptgürtel gelegener Asteroid. Der Himmelskörper wurde am 4. Juli 2002 vom deutschen Amateurastronomen Maik Meyer im Rahmen des Projekts Near Earth Asteroid Tracking (NEAT) am Palomar-Observatorium (IAU-Code 644) entdeckt.
Der Asteroid wurde am 13. Januar 2025 nach dem kanadischen Musiker und Singer-Songwriter Neil Young (* 1945) benannt.